# Schönebecker Straße 50

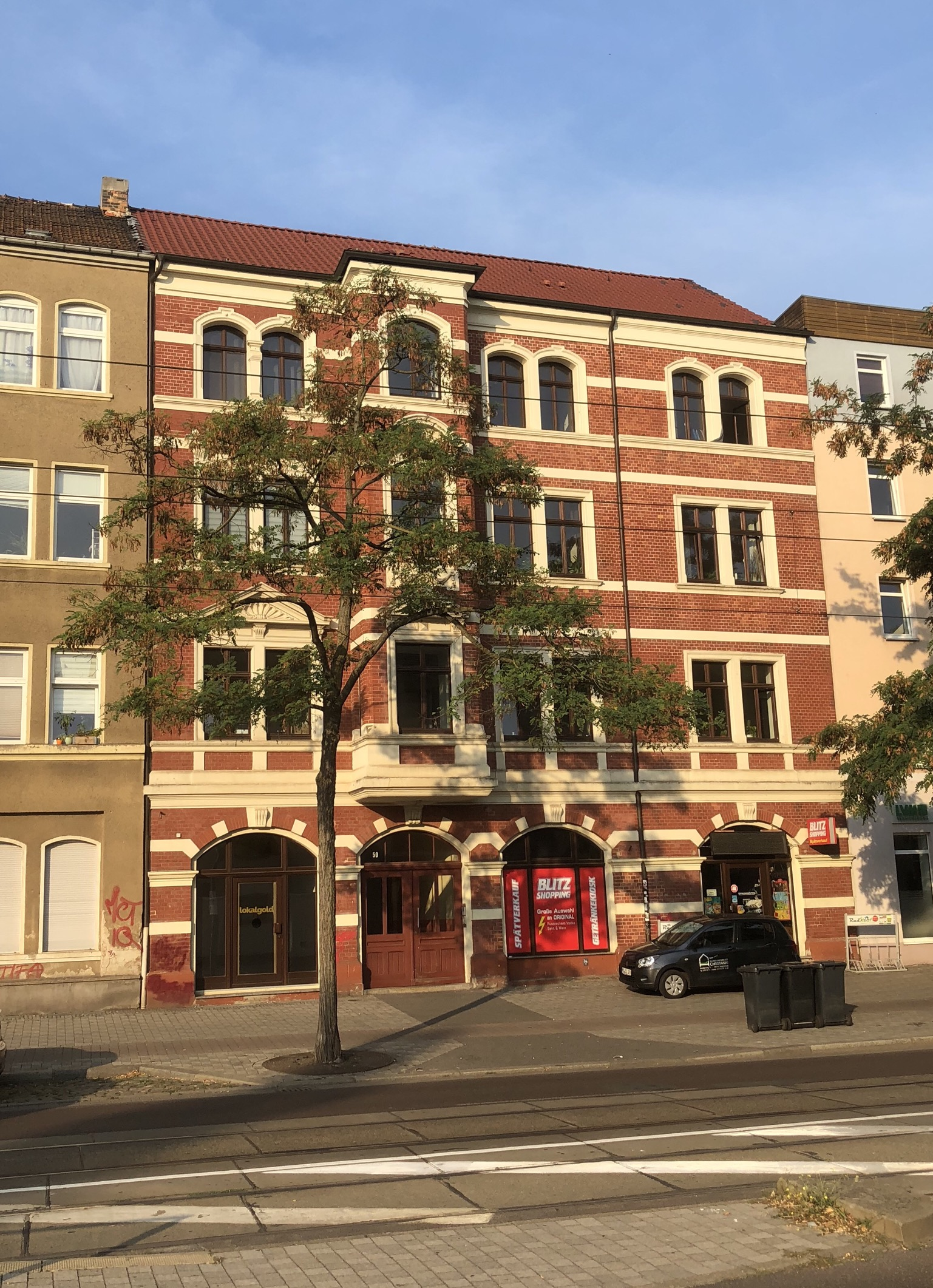
Schönebecker Straße 50, 2019

Schönebecker Straße 50 ist ein denkmalgeschütztes Wohn- und Geschäftshaus in Magdeburg in Sachsen-Anhalt.

## Lage
Es befindet sich auf der Westseite der Schönebecker Straße im Magdeburger Stadtteil Buckau.

## Architektur und Geschichte
Das viergeschossige Gebäude wurde im Jahr 1890 im Stil der Neorenaissance nach einem Entwurf des Grundstückeigentümers und Bauunternehmers C. A. Schmidt errichtet. Die reich gegliederte Fassade ist siebenachsig ausgeführt und verfügt über einen flachen Seitenrisalit. Vor der dritten Achse von links befindet sich ein einachsiger Turmerker, dessen ursprüngliche Turmhaube jedoch nicht erhalten ist. Ursprünglich bestand oberhalb des Seitenrisalits ein Giebel, der jedoch gleichfalls nicht mehr vorhanden ist. Die vertikale Gliederung erfolgt durch ein profiliertes Gurtgesimses. Im ersten Obergeschoss, der Beletage, befanden sich oberhalb der Fenster Dreiecksgiebel, die jedoch nur zum Teil erhalten sind.
Im Erdgeschoss befindet sich ein Ladengeschäft. Die Schaufenster sind arkadenförmig gestaltet.
Auf der Rückseite besteht eine für die Bauzeit typische Hinterhofbebauung. Sie ist schlichter gestaltet als das Vorderhaus und ist mit farbigen Ziegelbändern verziert.
Im örtlichen Denkmalverzeichnis ist das Wohn- und Geschäftshaus unter der Erfassungsnummer 094 17869 als Baudenkmal verzeichnet.
Das Gebäude gilt aufgrund seiner das Straßenbild prägenden Wirkung als städtebaulich bedeutsam. Als Beispiel der Entwicklung des Industriestandorts Buckau wird das Haus darüber hinaus als wichtiges Zeugnis der Wirtschafts- und Sozialgeschichte betrachtet.